# Holmsund
Holmsund is een plaats in de gemeente Umeå in het landschap Västerbotten en de provincie Västerbottens län in Zweden. De plaats heeft 5482 inwoners (2005) en een oppervlakte van 548 hectare.

## Verkeer en vervoer
De plaats fungeert als havenstad voor de stad Umeå, die zelf zo'n 10 kilometer landinwaarts ligt. Evenals veel andere steden vormen de straten van het centrum van de plaats een rasterpatroon. Door de plaats loopt de Europese weg 12 en er vaart een veerboot naar Vaasa in Finland vanuit Holmsund, ook mondt de rivier de Umeälven bij de plaats uit in de Botnische Golf.
De plaats heeft een goederenstation aan de spoorlijn Holmsund - Vännäs.